# Słuchajcie chłopcy
Słuchajcie chłopcy – czwarty album zespołu Akcent, wydany w 1993 roku przez firmę Blue Star. Zawiera 9 premierowych utworów, a wśród nich jeden z największych przebojów grupy – piosenkę „Stary Cygan”. Natomiast słowa do utworu „Między nami” są autorstwa Adama Asnyka – wiersz pt. „Między nami nic nie było”

## Lista utworów
Strona A
1. „Stary Cygan”
2. „Słuchajcie chłopcy”
3. „Między nami”
4. „Cansas”

Strona B
1. „Szkolna miłość”
2. „Hej Ty!”
3. „Dla nas”
4. „Dziewczę”
5. „Na twym zdjęciu”